# Parla
Parla ist eine Stadt im Großraum Madrid in Spanien. Sie liegt etwa 20 km südlich der Hauptstadt in einer Höhe von 648 msnm und gehört der Autonomen Region Madrid an. Die Stadtfläche umfasst 24,43 km², die Einwohnerzahl beträgt 134.833 (Stand: 2024).
Nachbargemeinden sind im Norden Fuenlabrada, im Süden Torrejón de Velasco und Torrejón de la Calzada, im Osten an Pinto und im Westen an Griñón und Humanes.

## Geschichte
Parla wurde erstmals 1338 erwähnt und erhielt das Stadtrecht im 19. Jahrhundert. Zu Beginn des 20. Jahrhunderts war Parla noch eine Kleinstadt mit 1.237 Einwohnern, entwickelte sich aber vor allem seit den 1960er Jahren zu einer Pendlergemeinde Madrids. 1970 lebten hier 10.317 Menschen, 1981 56.318 und 2014 wurden 125.000 Einwohner gemeldet.

## Sehenswürdigkeiten
Im Nordosten der Stadt befindet sich eine Stierkampfarena.

## Verkehrsanbindung
Parla verfügt seit Mai 2007 über eine moderne Straßenbahnlinie, welche als Ringlinie alle wichtigen Punkte der Stadt miteinander verbindet. Sie ist neben der Stadtbahn Madrid eines von zwei Straßenbahnsystemen in der Madrider Region.
Es besteht über die S-Bahn-Linie C 4 Anschluss an das spanische Eisenbahnnetz, der Bahnhof Madrid-Atocha ist in rund 25 Minuten Fahrtzeit erreichbar.
Die Stadt liegt an der Autobahn A-42 Madrid-Toledo.

## Söhne und Töchter der Stadt
Aus Parla stammen Bartolomé Hurtado (1620–1698), Architekt der Könige Philipp IV. und Karl II, sowie der Boxer Javier Castillejo.
- Sergio Domínguez (* 1979), Radrennfahrer

- Borja Mayoral (* 1997), spanischer Fußballer

## Bilder

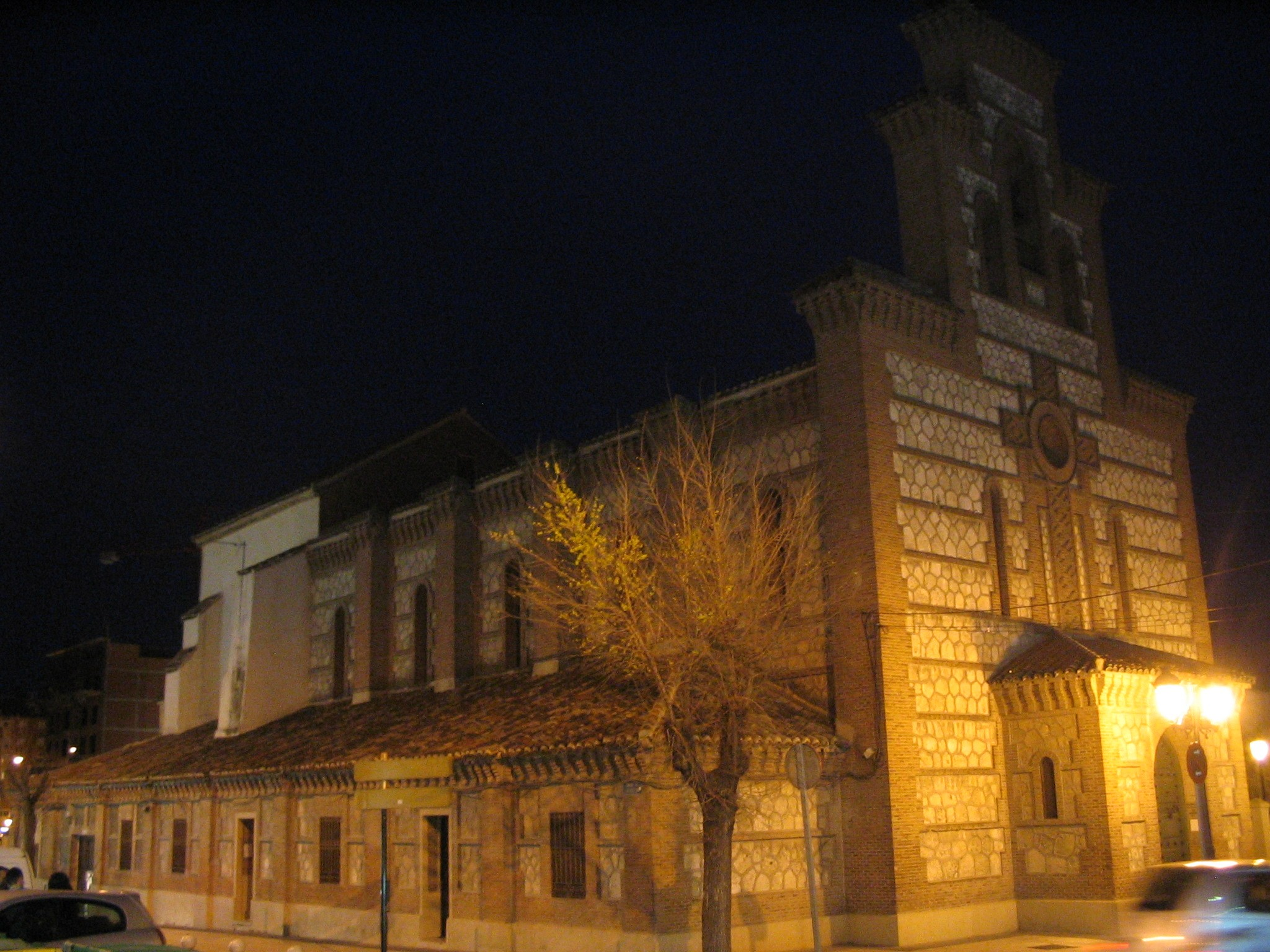
Kirche in Parla
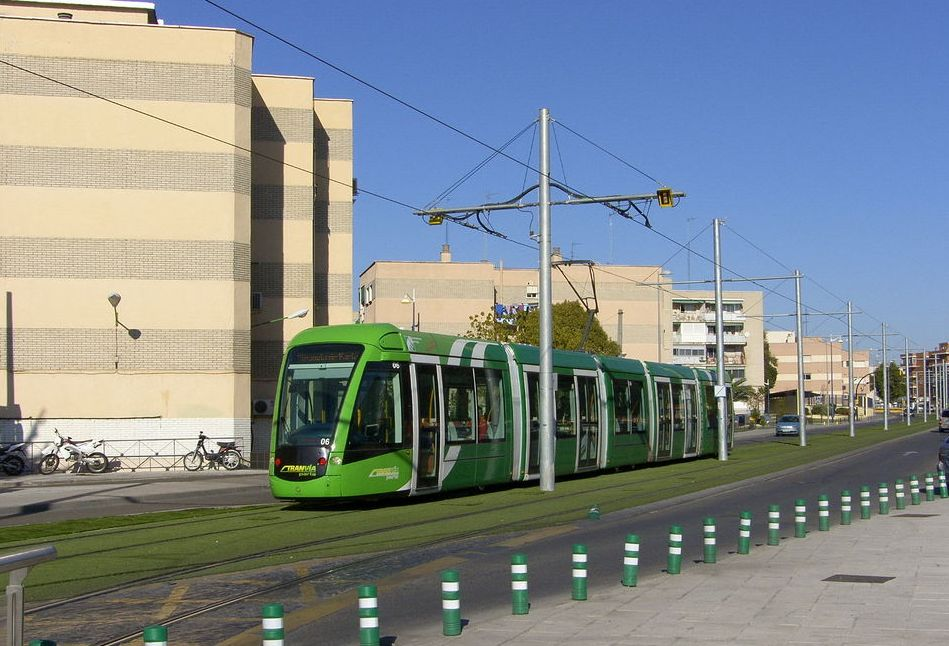
Straßenbahn in Parla